# 833 Monica
A 833 Monica (ideiglenes jelöléssel 1916 AC) a Naprendszer kisbolygóövében található aszteroida. Max Wolf fedezte fel 1916. szeptember 20-án.